# Die Groot Gat

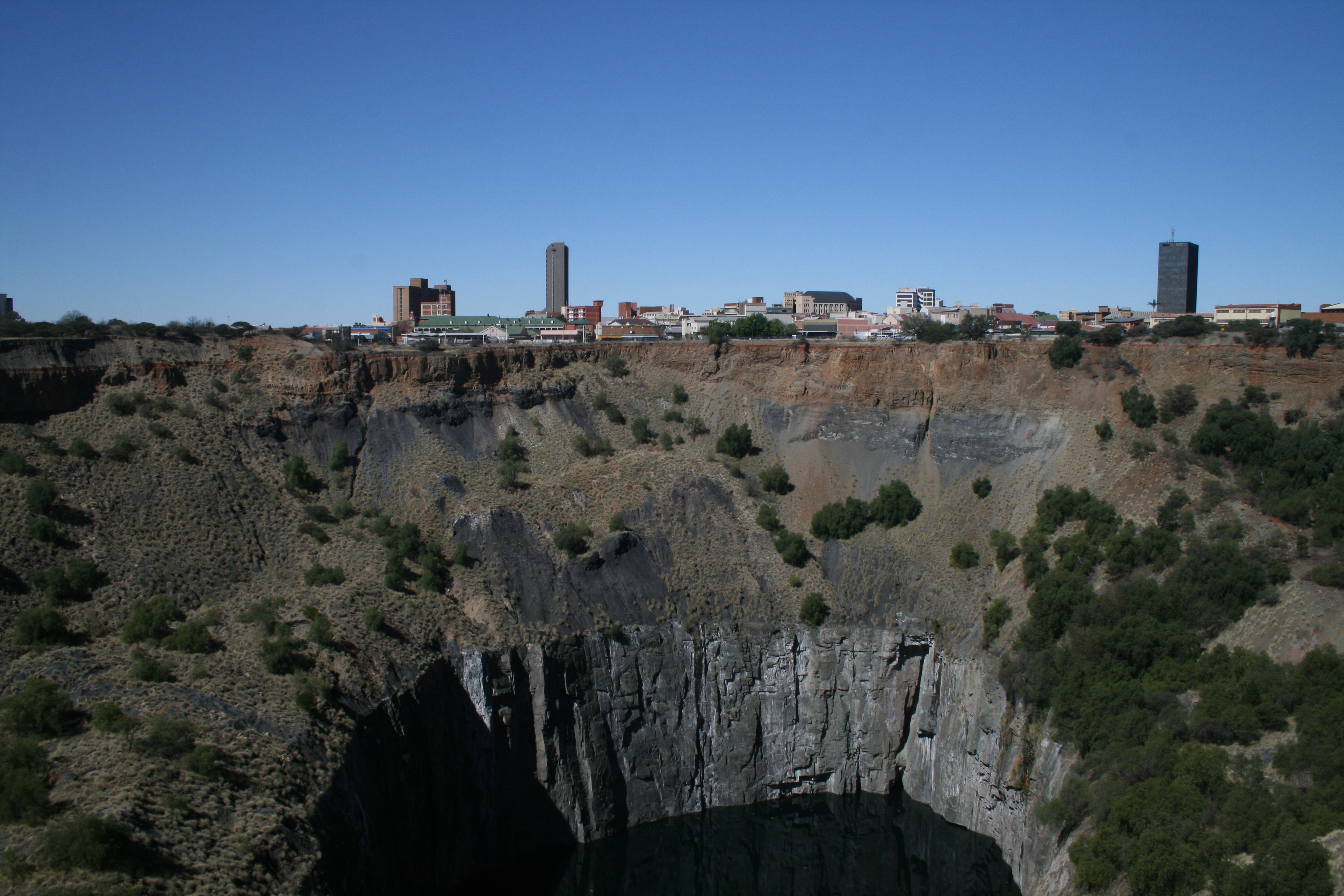
De stad Kimberley op de rand van die Groot Gat

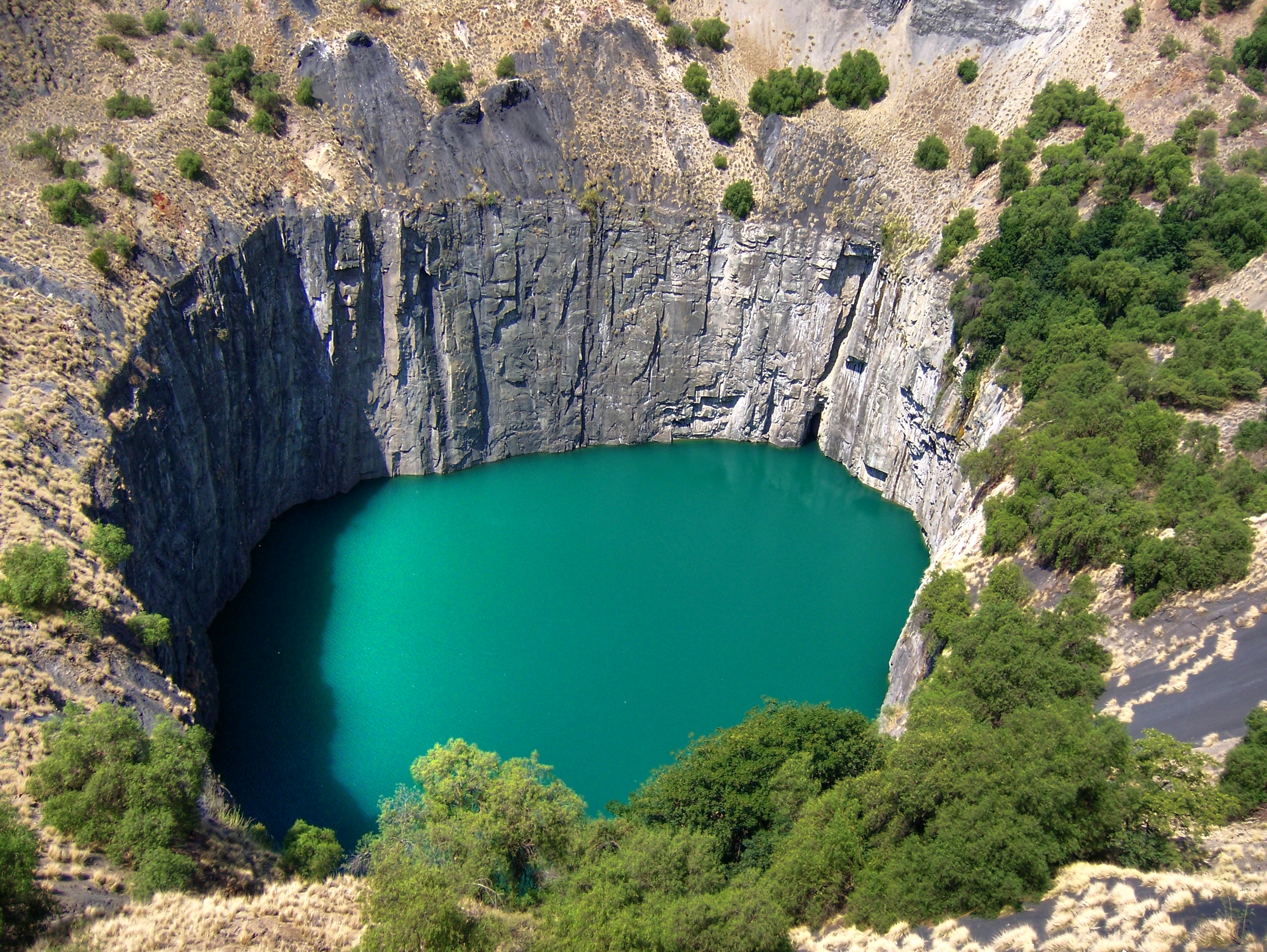
Die Groot Gat

Die Groot Gat, The Big Hole of Tim Kuilmine is het restant en resultaat van een nu gesloten dagbouw- en ondergrondse mijn bij de Zuid-Afrikaanse stad Kimberley. Het zou het grootste met de hand gegraven gat ter wereld zijn, hoewel dit betwist wordt.
In 1866 vond Erasmus Jacobs bij de Oranjerivier, op de plaas De Kalk, bij Hoopstad een wit steentje. Het bleek om een diamant van 21,25 karaat te gaan. Later werd een nog grotere 83,50 karaats diamant gevonden bij Colesburg Kopje door Cecil Rhodes. Cecil Rhodes zou vervolgens het diamantbedrijf De Beers oprichten en startte een mijn op de plaats waar nu die Groot Gat ligt. Om de mijn ontstond de stad New Rush. In 1873 kreeg de stad de nieuwe naam Kimberley, naar de Britse secretaris voor de Kolonie, de Earl of Kimberley. Vanaf juli 1871 tot augustus 1914 werd er in de mijn gewerkt. Op het hoogtepunt werd er met 50.000 man tegelijkertijd gewerkt in de mijn. De mijnwerkers hebben bij elkaar zo'n 2.720 kg diamanten naar boven gehaald.
Die Groot Gat heeft een oppervlakte van 17 hectare en een omtrek van 1,6 kilometer. Toen de mijnwerkers een afgraving van 240 meter diep hadden bereikt, werd er besloten dat de bovengrondse mijnbouw te gevaarlijk werd en werd er alleen nog maar ondergronds gedolven. Daarna is het gat deels ingestort en volgelopen met water, waardoor het tegenwoordig een diepte heeft van 215 meter. Op 14 augustus 1914 werd de mijn gesloten. Later heeft De Beers een museum van die Groot Gat gemaakt.